# 414 TCN
414 TCN là một năm trong lịch La Mã.